# 3466 Ritina
3466 Ritina је астероид главног астероидног појаса чија средња удаљеност од Сунца износи 2,337 астрономских јединица (АЈ).
Апсолутна магнитуда астероида је 13,3.